# Provincia de Vaasa
La provincia de Vaasa (en finés: Vaasan lääni, en sueco: Vasa län) fue una provincia establecida en 1775 cuando Finlandia era una parte integrada de Suecia desde la parte sur del condado de Ostrobotnia y se disolvió en 1996. La provincia llevaba el nombre de la ciudad de Vaasa. 

Escudo entre 1775 y 1917
Escudo después de 1917

## Historia

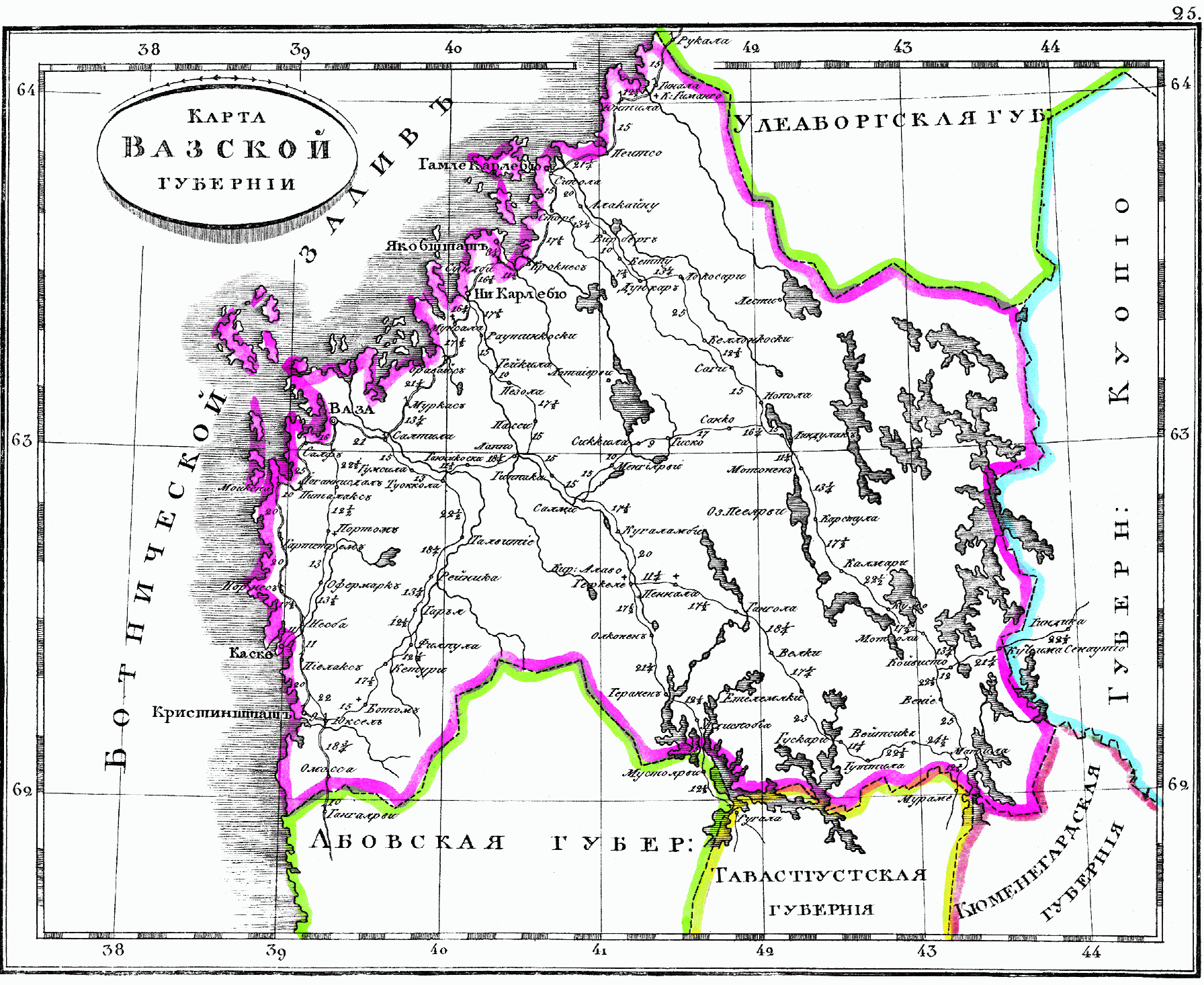
La gobernación de Vaasa en el Imperio ruso, 1835.

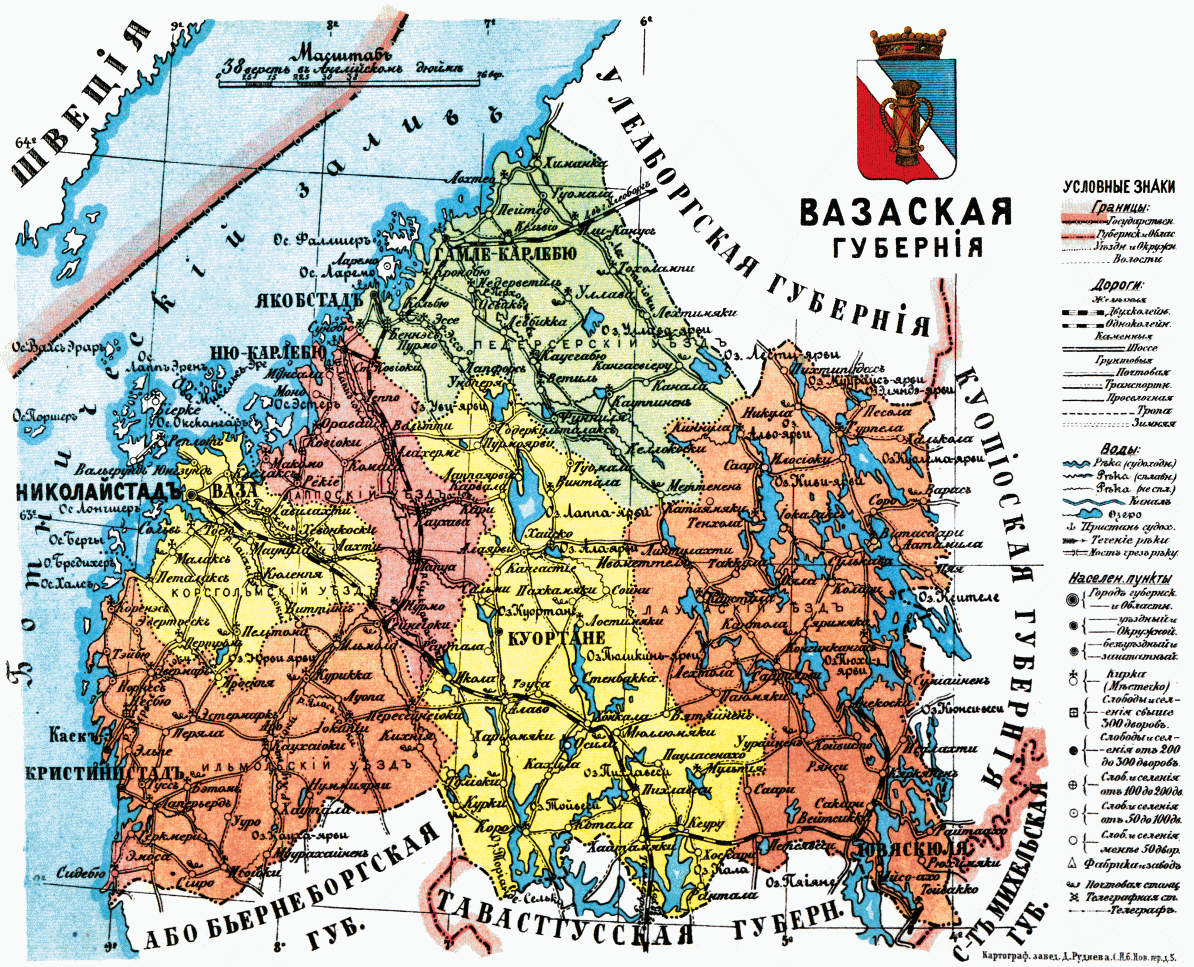
La gobernación de Vaasa en el Imperio ruso, 1913.

A la muerte del zar Nicolás I en 1855, un pequeño grupo de ciudadanos en la ciudad de Vaasa presentó una petición para cambiar el nombre de la ciudad en su honor. El nombre de la ciudad proviene de la Casa Real de Vasa y, a pesar de que solo 15 ciudadanos respaldaban la propuesta, el nombre de la ciudad fue cambiado a Nikolaistad (en ruso: Николайстада, en finés: Nikolainkaupunki). Esto también significaba que la provincia de Vaasa se llamaría la provincia de Nikolaistad después de 1855. En 1862, un gran grupo de ciudadanos en la ciudad solicitó sin éxito que se restaurara el antiguo nombre. El nuevo nombre permaneció oficial hasta 1917, pero coloquialmente el antiguo nombre continuó en uso.
En 1960, la parte oriental se separó como la provincia de Finlandia Central. En 1997 fue reunida con Finlandia central, se fusionaron con la parte norte de la provincia de Tavastia y la provincia de Turku y Pori para establecer la nueva provincia de Finlandia Occidental. 
La provincia anterior corresponde a las actuales regiones de Ostrobotnia, Ostrobotnia Central y Ostrobotnia del Sur.

## Municipios en 1997
Nota: ciudades en negrita
|  | - Alahärmä - Alajärvi - Alavus - Evijärvi - Halsua - Himanka - Ilmajoki - Isojoki - Isokyrö - Jakobstad - Jalasjärvi - Jurva - Kannus - Karijoki - Kaskinen | - Kauhajoki - Kauhava - Kaustinen - Kokkola - Korsnäs - Kortesjärvi - Kristinestad - Kronoby - Kuortane - Kurikka - Kälviä - Laihia - Lappajärvi - Lapua - Larsmo | - Lehtimäki - Lestijärvi - Lohtaja - Malax - Maxmo - Korsholm - Nurmo - Nykarleby - Närpes - Oravais - Pedersöre - Perho - Peräseinäjoki - Seinäjoki - Soini | - Teuva - Toholampi - Töysä - Ullava - Vaasa - Veteli - Vimpeli - Vähäkyrö - Vörå - Ylihärmä - Ylistaro - Ähtäri |

## Municipios anteriores
Desmantelados antes de 1997
|  | - Bergö - Björköby - Esse - Jeppo - Karleby landskommun - Kvevlax - Lappfjärd - Munsala - Nedervetil - Nykarleby landskommun - Petalax | - Purmo - Pörtom - Replot - Seinäjoen mlk - Sideby - Solf - Terjärv - Tjöck - Öja - Övermark |

## Gobernadores
- Bror Cederström (1775-1785)
- Adolf Tandefeldt (1785-1794)
- Carl Fridrik Krabbe (1794-1805)
- Magnus Wanberg (1805-1808)
- Nils Fredric von Schoultz (1808)
- Carl Constantin de Carnall (1808-1822)
- Herman Henrik Wärnhjelm (1822-1830)
- Gustaf Magnus Armfelt (1830-1832)
- Carl Gustaf von Mannerheim (1832-1834)
- Carl Olof Cronstedt (1834-1845)
- John Ferdinand Bergenheim (1845-1847)
- Berndt Federley (1847-1854)
- Alexander von Rechenberg (1854-1858)
- Otto Leonard von Blom (1858-1861)
- Carl Gustaf Fabian Wrede (1862-1884)
- Viktor Napoleón Procopé (1884-1888)
- August Alexander Järnefelt (1888-1894)
- Fredrik Waldemar Schauman (1894-1898)
- Gustaf Axel von Kothen (1898-1900)
- Fredrik Geronimo Björnberg (1900-1903)
- Theodor Knipovitsch (1903-1906)
- Kasten Fredrik Ferdinand de Pont (1906-1910)
- Bernhard Otto Widnäs (1910-1913)
- Nikolai Sillman (1913-1916)
- Leo Aristides Sirelius (1916-1917)
- Juho Torppa (1917, suplente)
- Teodor August Heikel (1917-1920)
- Bruno Sarlin (1920-1930)
- Erik Heinrichs (1930)
- Kaarlo Martonen (1930-1938)
- Jalo Lahdensuo (1938-1943)
- Toivo Tarjanne (1943-1944)
- K. G. R. Ahlbäck (1944-1967)
- Martti Viitanen (1967-1977)
- Antti Pohjonen (1977-1978)
- Mauno Kangasniemi (1978-1991)
- Tom Westergård (1991-1997)

- Datos: Q1337549
- Multimedia: Vaza Governorate / Q1337549